# Anosia decipientis
Anosia decipientis är en fjärilsart som beskrevs av Embrik Strand 1914. Anosia decipientis ingår i släktet Anosia och familjen praktfjärilar. Inga underarter finns listade i Catalogue of Life.